# رمز و داستان‌های رمزی در ادب فارسی
رمز و داستان‌های رمزی در ادب فارسی (تحلیلی از داستان‌های فلسفی عرفانی ابن سینا و سهروردی) کتابی از تقی پورنامداریان است که در سال ۱۳۶۴ منتشر و در مراسم کتاب سال جمهوری اسلامی ایران به‌عنوان کتاب برگزیده معرفی شد.